# Rosa Mbuamangongo
Rosa Mbuamangongo (ur. 2 czerwca 1969) – lekkoatletka z Gwinei Równikowej, specjalizująca się w biegu na 200 metrów, olimpijka.
Jej jedyną znaczącą międzynarodową imprezą były w 1988 roku letnie igrzyska olimpijskie w koreańskim Seulu. Mbuamangongo wzięła udział w jednej konkurencji: biegu na 200 metrów. Wystartowała w 8. biegu eliminacyjnym, zajmując w nim ostatnie 6. miejsce. Czasem 31,12 uzyskała najgorszy, 58. wynik eliminacji, przez co nie zdołała awansować do kolejnej fazy zawodów. Jednocześnie był to jej najlepszy wynik w karierze na tym dystansie. Dodatkowo, mając zaledwie 19 lat, była najmłodszą zawodniczką w reprezentacji Gwinei Równikowej. 

## Osiągnięcia
| Rok  | Impreza              | Miejsce | Konkurencja        | Lokata     | Wynik |
| ---- | -------------------- | ------- | ------------------ | ---------- | ----- |
| 1988 | Igrzyska olimpijskie | Seul    | bieg na 200 metrów | eliminacje | 31,12 |

## Rekordy życiowe
- bieg na 200 metrów – 31,12 (28 września 1988, Seul).